# Federazione cestistica di Malta
La Malta Basketball Association (acronimo MBA) è l'ente che controlla e organizza la pallacanestro in Malta.
La federazione controlla inoltre le nazionali maschili e femminili. Ha sede a Ta' Qali e l'attuale presidente è Paul Sultana.
È affiliata alla FIBA dal 1967 e organizza il campionato di pallacanestro maltese.